# Andesembia incompta
Andesembia incompta är en insektsart som beskrevs av Ross 2003. Andesembia incompta ingår i släktet Andesembia och familjen Andesembiidae.
Artens utbredningsområde är Colombia. Inga underarter finns listade i Catalogue of Life.